# Леціле Тебого
Леціле Тебого (англ. Letsile Tebogo, нар. 7 червня 2003) — ботсванський легкоатлет, який спеціалізується у бігу на короткі дистанції.

## Спортивні досягнення
Срібний (у бігу на 100 метрів) та бронзовий (у бігу на 200 метрів) призер чемпіонату світу (2023).
Дворазовий чемпіон світу серед юніорів у бігу на 100 метрів (2021, 2022).
Дворазовий срібний призер чемпіонату світу серед юніорів у бігу на 200 метрів (2021, 2022).
Чемпіон Африки з бігу на 200 метрів (2022).
Дворазовий рекордсмен світу серед юніорів у бігу на 100 метрів — 9,94 (15 липня 2022) та 9,91 (2 серпня 2022).
Володар вищого світового досягнення з бігу на 300 метрів — 30,69 (2024).